# Lotononis longicephala
Lotononis longicephala är en ärtväxtart som beskrevs av B.-e.van Wyk. Lotononis longicephala ingår i släktet Lotononis och familjen ärtväxter. Inga underarter finns listade i Catalogue of Life.